# Parc d'État de Cayo Costa
Le parc d'État de Cayo Costa  (en anglais : Cayo Costa State Park) est une réserve naturelle qui se trouve dans l'État de Floride, au sud-est des États-Unis, dans le comté de Lee. Située sur une île de la côte du golfe du Mexique, la plage n’est accessible aux visiteurs que par bateau. Les milieux naturels sont variés : forêt de pins, marais à mangrove. La faune comprend le lamantin, le dauphin et de nombreux oiseaux.

### Photographies

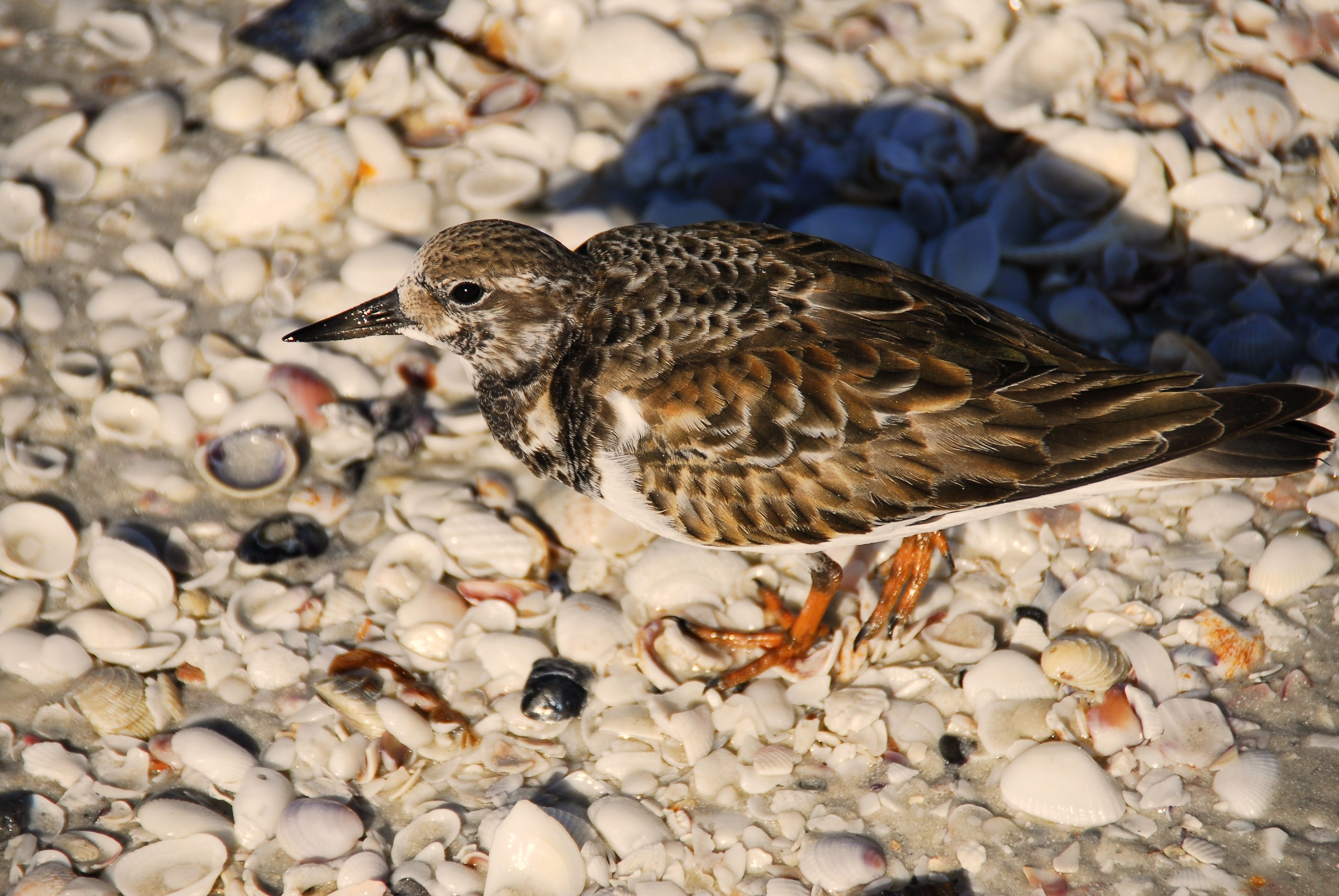
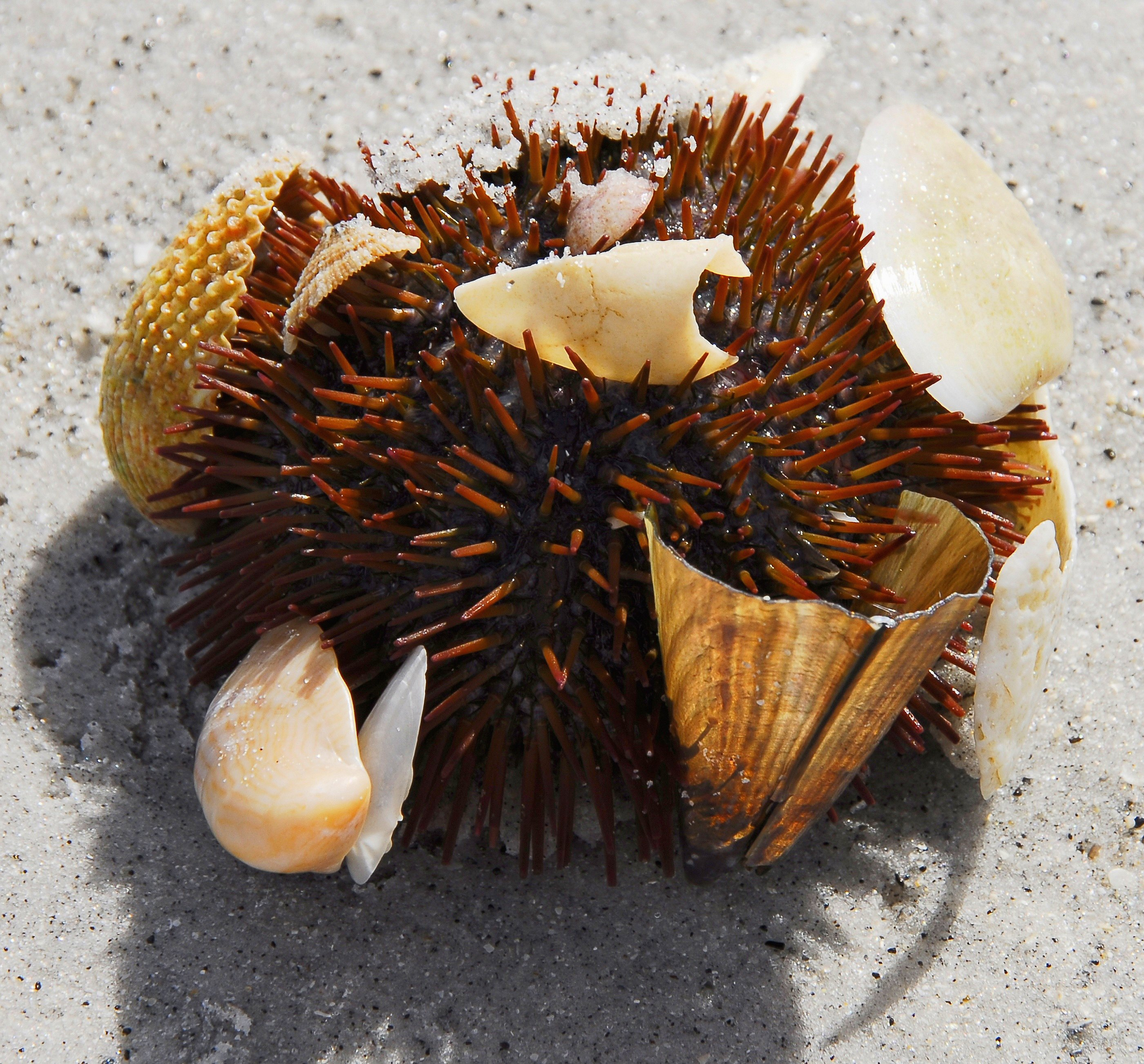
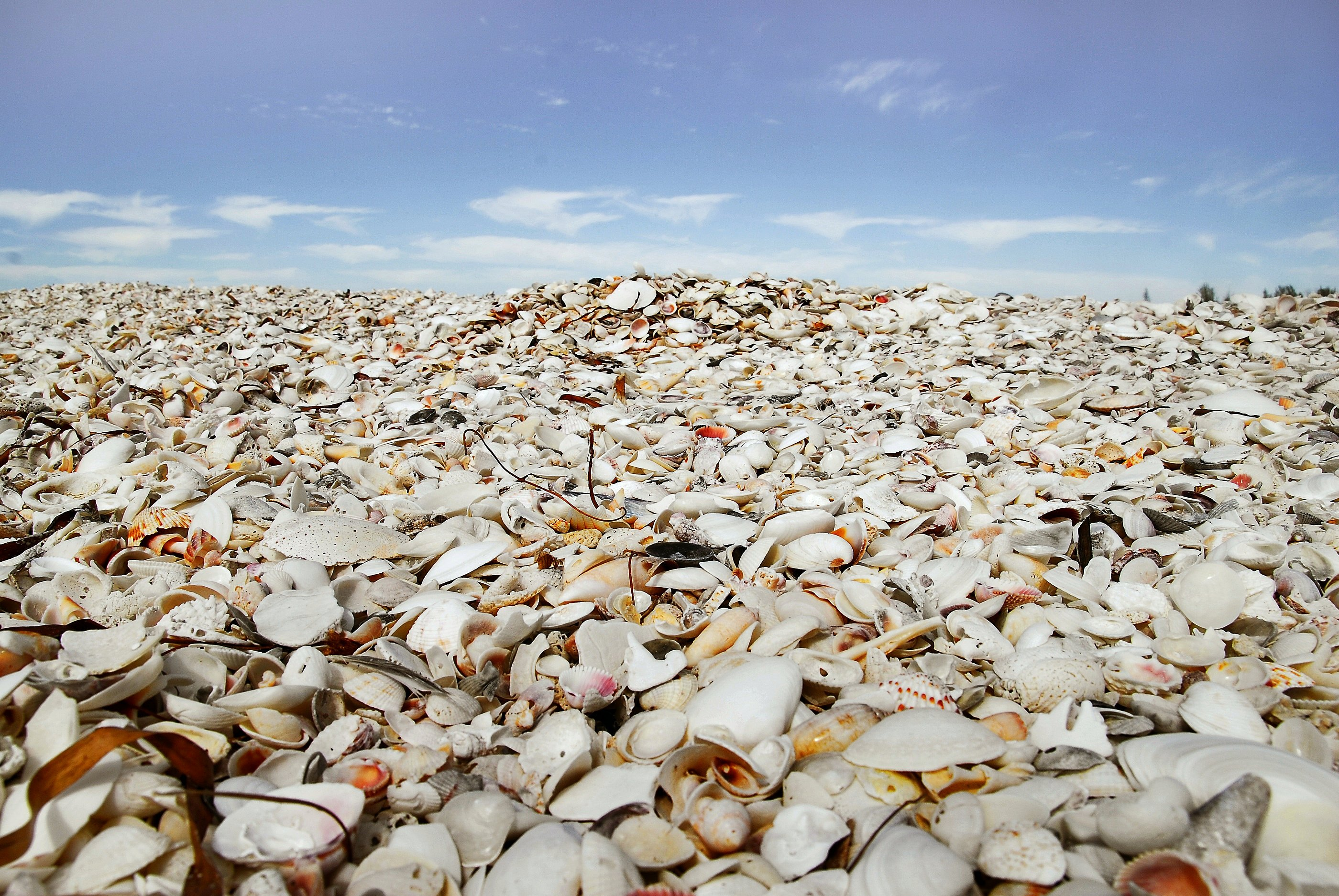